# 橄榄绿色

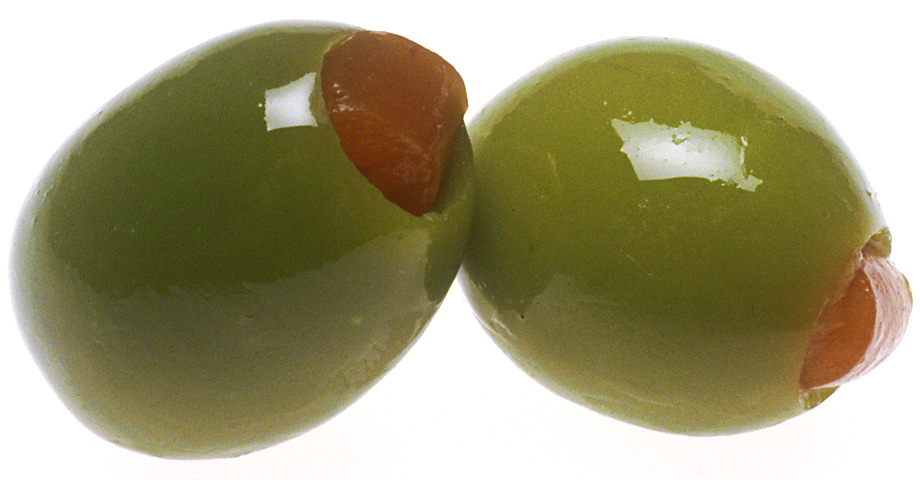
橄欖

中華民國憲兵兵旗使用橄欖綠作為底色

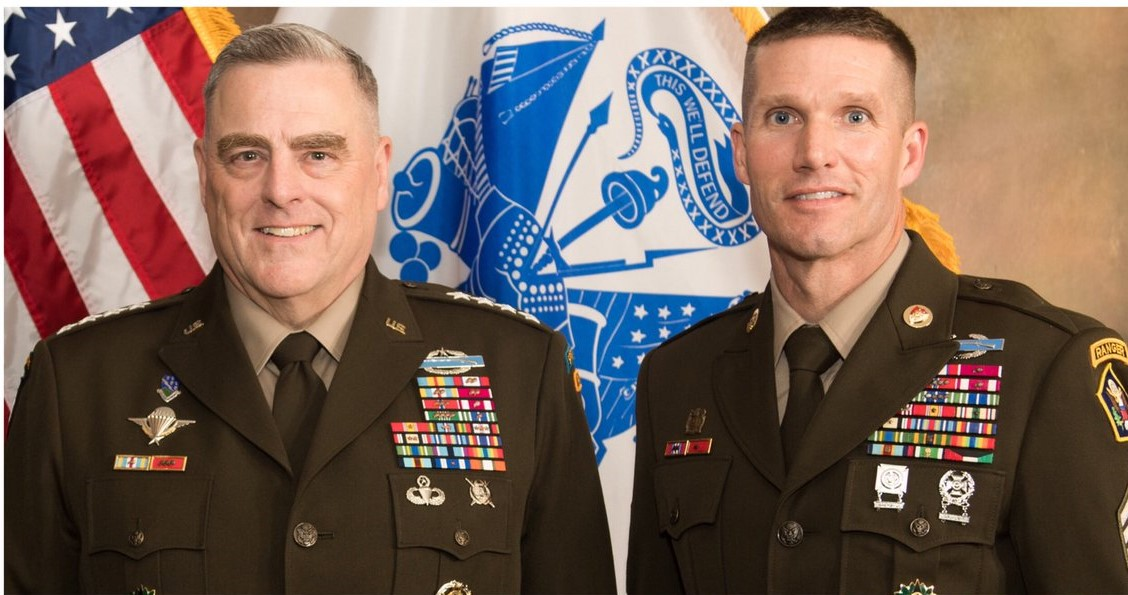
美國陸軍自2018年起宣布推行的陸軍綠常服（AGSU）使用橄欖綠作為制服用色

橄欖綠色，是綠色系的一種顏色，介乎苔蘚綠與常春藤綠之間，因顏色與果實橄欖同樣而得名。在調色時，只要在黃色中加進一點黑色就可得出橄欖色，因此有時亦稱暗黃色。在宗教裡，橄欖色有時用作進行常規彌撒的教堂的顏色。軍事上，橄欖色亦經常作為保護色之用。橄欖色的互補色是薰衣草色。
另外，橄欖色滲入綠色後，在英語中稱為「olive drab」。這種橄欖色是二戰時期一支美軍補給部隊的軍服顏色；當代除了美國陸軍、台灣憲兵、以色列國防軍、印度及奧地利之外，部分國家軍隊仍使用這種橄欖色製作軍服。現在這種橄欖色成為了美軍色群當中「FS-595」型的標準顏色。